# Льюс, Ренан
Ренан Люс (фр. Renan Luce; род. 5 марта 1980 года, Париж) — французский автор-исполнитель.

## Биография
Родился 5 марта 1980 года в Париже, однако детство провел в Плурен-ле-Морле, в Бретани. В детские годы вместе с братом и сестрой пел в хоре. В дальнейшем осваивал игру на фортепиано (под влиянием старшего брата, ставшего классическим пианистом) и саксофоне, в том числе в консерваториях Бреста (фр.) и Сен-Бриё, однако вскоре отказался от карьеры классического музыканта, самостоятельно научился играть на гитаре и начал писать песни.
После двухлетнего обучения в подготовительных классах в Рене (лицей Сент-Винсент, фр.), во время которого он выступал в барах и принял участие в нескольких фестивалях, Ренан поступил в Тулузскую бизнес-школу. В рамках учебного проекта он записал на диск две своих песни, направив вырученные от его продажи средства в пользу гуманитарной ассоциации, которая помогает школам на Мадагаскаре.
После двух лет учебы в Тулузе он перебрался в Париж и решил посвятить себя исключительно музыкальной карьере. Начав с серии концертов в небольшом Théâtre Le Méry, вскоре он познакомился с Рено, дочь которого впоследствии станет женой Ренана, и Бенабаром, ставшими поклонниками и покровителями молодого музыканта.
В 2005 году Ренан Люс подписал контракт с лейблом «Barclay Records». Вскоре он принял участие в нескольких крупных музыкальных фестивалях и выступил на разогреве у Бенабара на концерте в зале «Зенит». В 2006 году вышел первый альбом музыканта «Repenti» («Раскаявшийся»), принесший Ренану успех. В 2009 году Люс выпустил второй альбом «Le Clan des miros», взлетевший на вершину французского хит-парада и ставший дважды платиновым. Третий альбом музыканта «D’une tonne à un tout petit poids» вышел в 2014 году.

## Дискография
- 2006: Repenti
- 2009: Le Clan des miros
- 2014: D’une tonne à un tout petit poids